# Copa do Mundo de Rugby Feminino
A Copa do Mundo de Rugby Union Feminino (português brasileiro) ou Campeonato do Mundo de Râguebi Union Feminino (português europeu) é o principal torneio entre seleções de rugby union feminino do planeta, realizado a cada 4 anos pela World Rugby, disputado regularmente desde a sua primeira edição, em 1991.
Normalmente, o torneio é realizado a cada quatro anos; ele foi antecipado em 2017 para a competição poder ser realizada no ano anterior aos Jogos da Commonwealth. O torneio de 2021 foi adiado para 2022 devido à pandemia de COVID-19, mas ainda é comercializado como a Copa do Mundo de Rugby de 2021.
Três países venceram a Copa do Mundo de Rúgbi feminino desde sua criação, com a Nova Zelândia vencendo o torneio seis vezes.
O torneio era anteriormente denominado Copa do Mundo de Rugby Feminino. Como uma forma de promover maior igualdade entre o campeonato e sua contraparte masculina, a Copa do Mundo de Rugby Union, a World Rugby anunciou em 2019 que o campeonato feminino seria comercializado como Copa do Mundo de Rugby sem distinção de gênero a partir de 2021.

## História

### Década de 1990
O primeiro torneio conhecido como Copa do Mundo de Rugby Feminino foi realizada em 1991 e sediada pelo País de Gales. Doze países foram divididos em quatro grupos de três. Os Estados Unidos, contra as expectativas, conquistaram o primeiro campeonato com uma vitória de 19–6 sobre a Inglaterra. Na série prata, o Canadá prevaleceu sobre a Espanha por 18–4. Após a primeiro edição, foi decidido mover o calendário do torneio para o ano anterior à Copa do Mundo Masculina, reduzindo assim o ciclo quadrienal para apenas três anos.
O próximo evento foi originalmente programado para acontecer em Amesterdão, mas acabou sendo transferido para a Escócia. Onze países competiram no torneio, com os ingleses encontrando os Estados Unidos na final pela segunda vez; no entanto, neste caso, a Inglaterra emergiu como vencedora.
O torneio de 1998 foi a primeira copa do mundo feminina chancelada pelo International Rugby Board. A cidade de Amesterdão, capital dos Países Baixos, originalmente programada para sediar a copa do mundo anterior, sediou a maior edição, até então, com todas as partidas disputadas no novo National Rugby Centre, no extremo oeste da cidade. O torneio teve um recorde de dezesseis equipes competindo. A Nova Zelândia, que desistiu na edição anterior, derrotou os Estados Unidos e conquistou seu primeiro título de copa do mundo.

### Década de 2000–presente
A edição seguinte foi disputada na Espanha em 2002. A Nova Zelândia conquistou o título pela segunda vez consecutiva ao derrotar a Inglaterra por 19–9 na final.
Na Copa do Mundo de 2006, realizada em Edmonton, Canadá, ela foi o primeiro grande torneio internacional de rugby union realizado na América do Norte. Na partida final, Nova Zelândia derrotou a Inglaterra para conquistar seu terceiro título da Copa do Mundo.

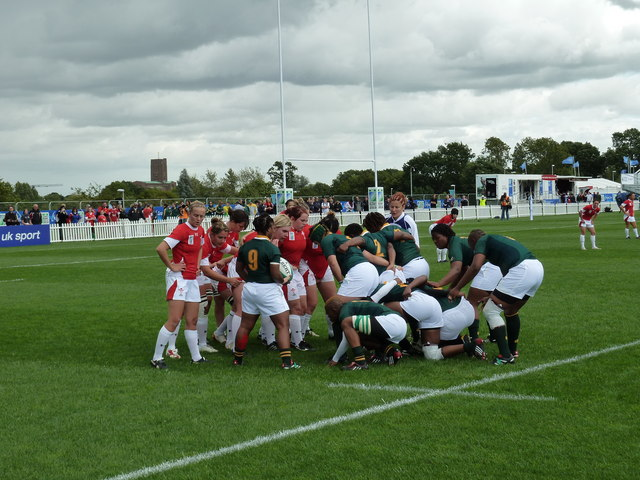
África do Sul e País de Gales em 2010.

Um recorde de quatro países expressaram interesse em sediar a Copa do Mundo de 2010. Após considerar as propostas da Inglaterra, Alemanha, Cazaquistão e África do Sul, o IRB anunciou que o evento de 2010 aconteceria na Inglaterra. O torneio foi realizado em Londres, com a final disputada no Estádio de Twickenham.

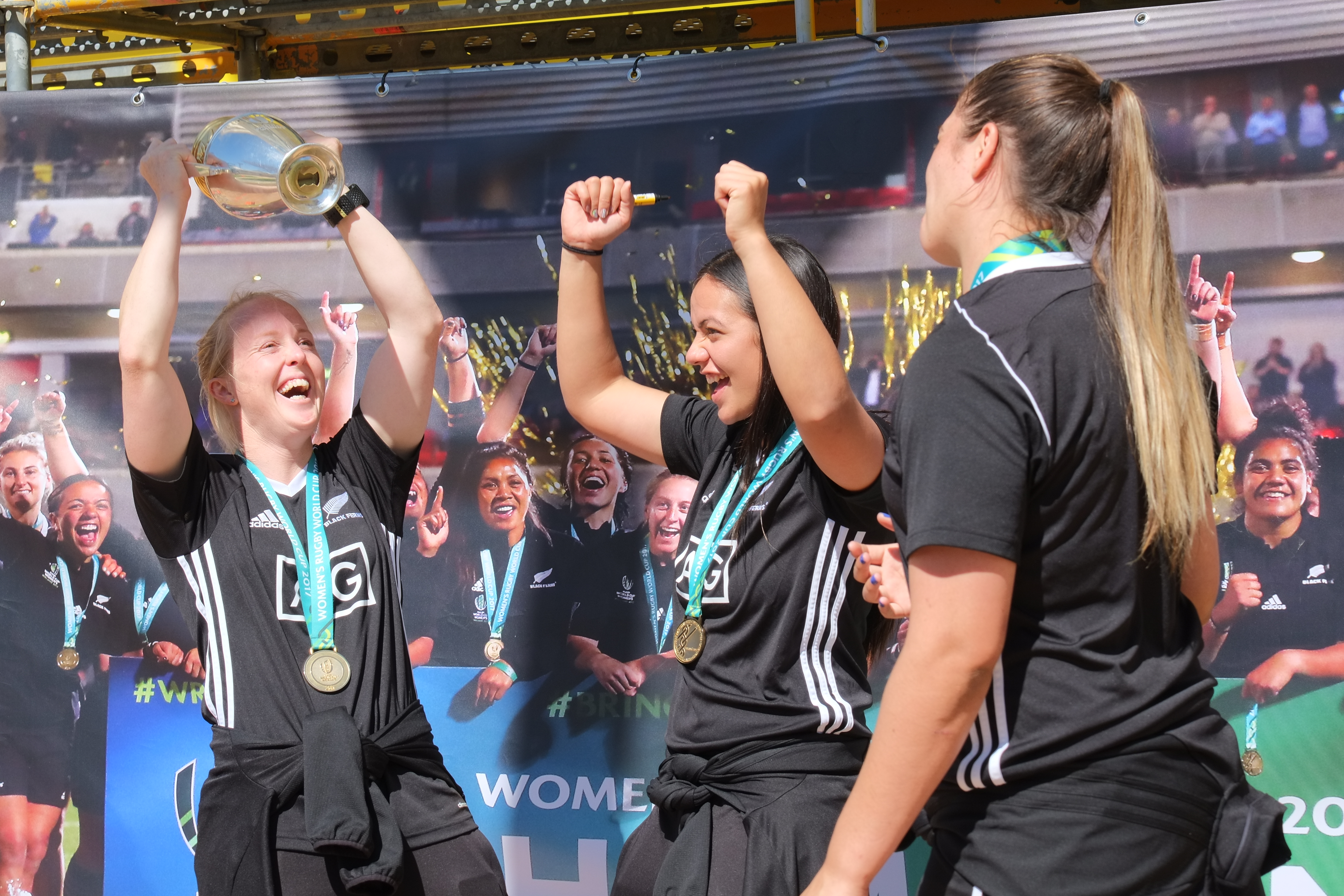
Atletas da Nova Zelândia comemorando o título de 2017.

A Copa do Mundo de 2017 foi sediada pela Irish Rugby Football Union, que governa o esporte em uma base Toda Irlanda. Os jogos foram realizados em Dublin, na República da Irlanda, e em Belfast, na Irlanda do Norte. O torneio foi realizado um ano antes do normal para realinhar a programação da Copa do Mundo de Rúgbi Feminino para maior sinergia com as Jogos Olímpicos de Verão (que adicionaram o rugby sevens em 2016) um ano antes, e a Copa do Mundo de Rugby Sevens realizada no ano seguinte. O torneio retornaria a um ciclo de quatro anos depois, com a Copa do Mundo de Rúgbi Feminino de 2021, concedida à Nova Zelândia.
Em agosto de 2019, a World Rugby anunciou que, em um esforço para "elevar o perfil do jogo feminino", o campeonato feminino será comercializado sob a marca "Rugby World Cup", sem designação de gênero, a partir de 2021. A World Rugby declarou que a decisão tinha como objetivo promover a igualdade de género e "[eliminar] qualquer preconceito inerente ou percebido" em relação aos eventos masculinos, com o presidente Bill Beaumont explicando que "demonstra nosso compromisso contínuo e inabalável em promover as mulheres no rúgbi dentro e fora do campo, de acordo com nosso ambicioso plano estratégico". A World Rugby se tornou a primeira grande federação esportiva a reformular seus eventos dessa forma.
O torneio de 2021 na Nova Zelândia foi adiado por um ano para 2022 devido à pandemia de COVID-19; ainda denominado como Copa do Mundo de Rúgbi de 2021.
A partir de 2025, as finais da competição serão expandidas para 16 equipes, das 12 que competiram em 2021. Em 12 de maio de 2022, a World Rugby anunciou que a Inglaterra, a Austrália e os Estados Unidos sediariam os próximos três torneios femininos em 2025, 2029 e 2033, respectivamente. Como parte de uma nova estratégia, a Austrália e os Estados Unidos também foram premiados com os torneios masculinos anteriores em 2027 e 2031, respectivamente — marcando a primeira vez que a Copa do Mundo de Rugby masculina e feminina será realizada sucessivamente no mesmo país anfitrião.

## Resultados

### Títulos por nação
| Clube          | Título                                  | Vice                                    | 3.º lugar                                     | 4.º lugar                   |
| -------------- | --------------------------------------- | --------------------------------------- | --------------------------------------------- | --------------------------- |
| Nova Zelândia  | 6 (1998, 2002, 2006, 2010, 2017 e 2021) | —                                       | —                                             | 1 (1991)                    |
| Inglaterra     | 2 (1994 e 2014)                         | 6 (1991, 2002, 2006, 2010, 2017 e 2021) | 1 (1998)                                      | —                           |
| Estados Unidos | 1 (1991)                                | 2 (1994 e 1998)                         | —                                             | 1 (2017)                    |
| Canadá         | —                                       | 1 (2014)                                | —                                             | 4 (1998, 2002, 2006 e 2021) |
| França         | —                                       | —                                       | 7 (1991, 1994, 2002, 2006, 2014, 2017 e 2021) | 1 (2010)                    |
| Austrália      | —                                       | —                                       | 1 (2010)                                      | —                           |
| Irlanda        | —                                       | —                                       | —                                             | 1 (2014)                    |
| País de Gales  | —                                       | —                                       | —                                             | 1 (1994)                    |

### Nações participantes
| Seleção        | 1991 | 1994 | 1998 | 2002 | 2006 | 2010 | 2014 | 2017 | 2021 | 2025 |
| -------------- | ---- | ---- | ---- | ---- | ---- | ---- | ---- | ---- | ---- | ---- |
| Alemanha       | –    | –    | 14º  | 16º  | –    | –    | –    | –    | –    | –    |
| África do Sul  | –    | –    | –    | –    | 12º  | 10º  | 10º  | –    | 11º  | Q    |
| Austrália      | –    | –    | 5º   | 7º   | 7º   | 3º   | 7º   | 6º   | 6º   | Q    |
| Brasil         | –    | –    | –    | –    | –    | –    | –    | –    | –    | Q    |
| Canadá         | 5º   | 6º   | 4º   | 4º   | 4º   | 6º   | 2º   | 5º   | 4º   | Q    |
| Cazaquistão    | 9º   | 9º   | 11º  | 11º  | 11º  | 12º  | –    | –    | –    | –    |
| Escócia        | –    | 5º   | 6º   | 6º   | 6º   | 8º   | –    | –    | 10º  | Q    |
| Espanha        | 6º   | –    | 7º   | 8º   | 9º   | –    | 9º   | 10º  | –    |      |
| Estados Unidos | 1º   | 2º   | 2º   | 5º   | 5º   | 5º   | 6º   | 4º   | 7º   | Q    |
| Fiji           | –    | –    | –    | –    | –    | –    | –    | –    | 9º   | Q    |
| França         | 3º   | 3º   | 8º   | 3º   | 3º   | 4º   | 3º   | 3º   | 3º   | Q    |
| Hong Kong      | -    | -    | -    | -    | -    | -    | -    | 12º  | –    |      |
| Inglaterra     | 2º   | 1º   | 3º   | 2º   | 2º   | 2º   | 1º   | 2º   | 2º   | Q    |
| Irlanda        | –    | 7º   | 10º  | 14º  | 8º   | 7º   | 4º   | 8º   | –    | Q    |
| Itália         | 8º   | –    | 11º  | 12º  | –    | –    | –    | 9º   | 5º   | Q    |
| Japão          | 11º  | 8º   | –    | 13º  | –    | –    | –    | 11º  | 12º  | Q    |
| Nova Zelândia  | 4º   | –    | 1º   | 1º   | 1º   | 1º   | 5º   | 1º   | 1º   | Q    |
| País de Gales  | 10º  | 4º   | 12º  | 10º  | –    | 9º   | 8º   | 7º   | 8º   | Q    |
| Países Baixos  | 7º   | –    | 13º  | 15º  | –    | –    | –    | –    | –    |      |
| Rússia         | 11º  | 11º  | 16º  | –    | –    | –    | –    | –    | –    | –    |
| Samoa          | –    | –    | –    | 9º   | 10º  | –    | 11º  | –    | –    |      |
| Suécia         | 9º   | 10º  | 15º  | –    | –    | 12º  | –    | –    | –    | –    |